# مسجد السلطان صلاح الدين عبد العزيز
مسجد السلطان صلاح الدين عبد العزيز هو مسجد يقع في ولاية سلاغور في ماليزيا، المسجد يقع في مدينة شاه عالم عاصمة ولاية سلاغور، يعد مسجد السلطان صلاح الدين عبد العزيز أكبر مسجد في ماليزيا وثاني أكبر مسجد في جنوب شرق آسيا بعد مسجد الاستقلال في اندونيسيا، وتتمثل الميزة الأكثر بروزا في المسجد هي القبة الكبيرة ذات اللون الأزرق والفضي، وللمسجد أربع مآذن .

## التاريخ
كانت لجنة بناء المسجد برئاسة السلطان صلاح الدين عبد العزيز، عندما أعلن تنصيب مدينة شاه عالم عاصمة ولاية سلاغور في الرابع عشر من شهر شباط عام 1974، وبدأ البناء في المسجد في 1 أكتوبر 1983 واكتمل البناء في 15 أغسطس1987، وفي 11 مارس 1988 أقيم حفل الافتتاح.
وفي أغسطس 1993، أُدرج المسجد في موسوعة غينيس للأرقام القياسية لاحتوائه على أطول مئذنة في العالم، قبل أن يحل محله مسجد الحسن الثاني. بمأذنة طولها 210 متر (689 قدم) عندما الأخير في أغسطس من عام 1993.

## المميزات
مسجد يعرف أيضا باسم المسجد الأزرق بسبب القبة الزرقاء التي تعلو سقفه، المبنى لديه ميزه وهي وجود أكبر قبة دينية في العالم، فيبغ ارتفاعها 51.2 متر (167 قدم) وقطرها يصل إلى 106.7 متر (350 قدم) فوق مستوى سطح الأرض، وللمسجد أربع مآذن كل مأذنة يصل طولها إلى 142.3 متر (460 قدم) فوق مستوى سطح الأرض، وتعد ثالث أطول مئذنة في العالم بعدكل من مئذنة مسجد الجزائر ومئذنة مسجد الحسن الثاني في الدار البيضاء في المغرب.
التصميم المعماري لمسجد السلطان صلاح الدين عبد العزيز هو مزيج من نمط عمارة الملايو والعمارة الحديثة، المسجد لديه القدرة على استيعاب 24,000 مصلي في وقت واحد، القبة الرئيسية للمسجد يبلغ قياسها 51.2 متر (167 قدم) وقطرها 106.7 متر (350 قدم) في الارتفاع عن مستوى سطح الأرض، والتي شيدت أساسا من الألومنيوم، وتم بتاء المآذن في كل من الزوايا الأربع للمسجد بطول 142.3 متر (460 قدم)، فلا يزال يحافظ المسجد الأزرق أو مسجد السلطان صلاح الدين عبد العزيز على تميزه بوجود أطول مجموعة من المآذن في العالم بوجود أربع ماذن كل مأذنة يصل طولها إلى 142.3 متر (460 قدم) فوق مستوى سطح الأرض .

## العمارة

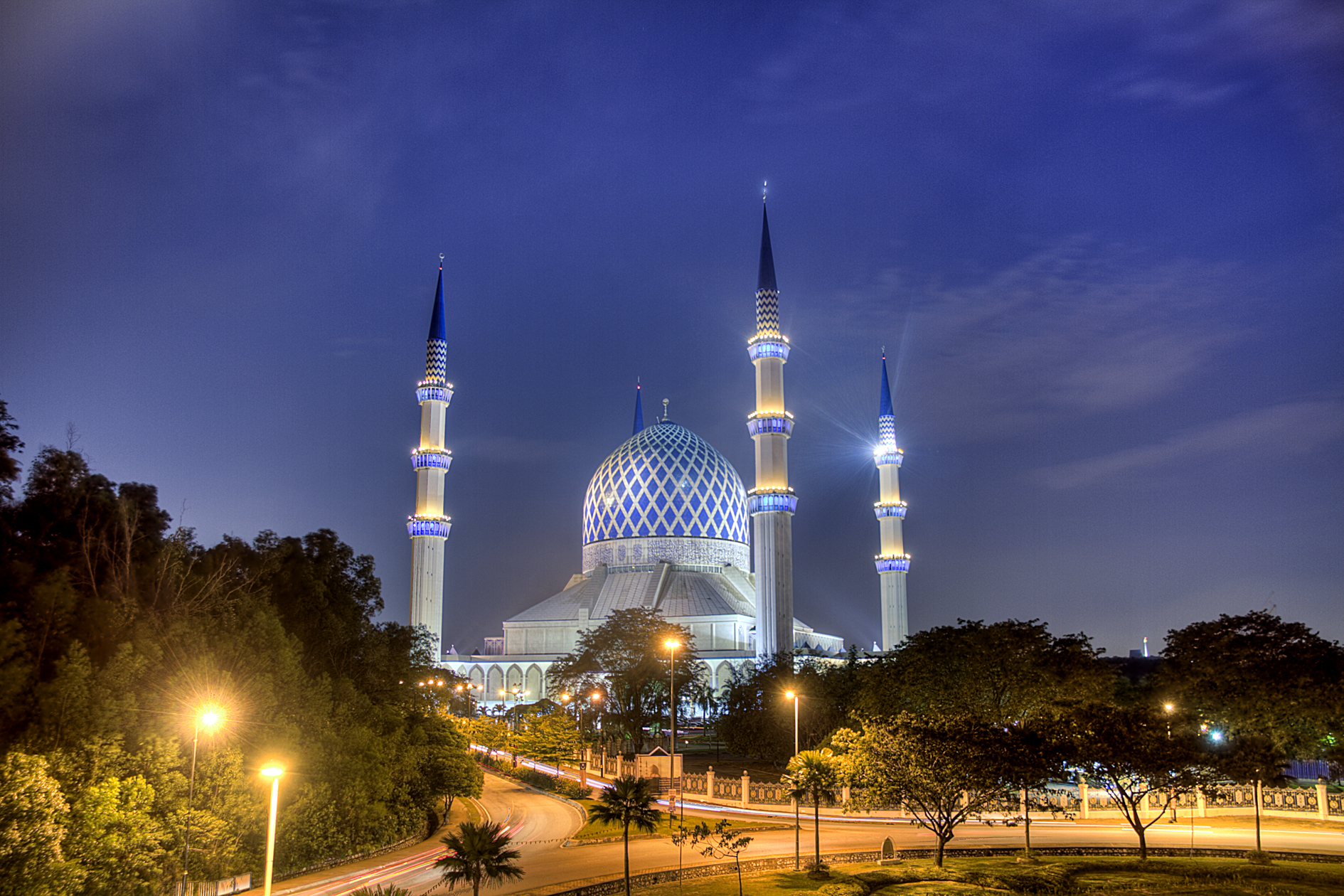
منظر ليلي للمسجد

أدرجت عناصر العمارة الإسلامية والملايوية في التشطيبات النهائية للمبنى، الخط العربي وجماليته يمكن أن ينظر إليه في المنحنى الداخلي للقبة وأجزاء من الجدران الداخلية، تم تنفيذ أعمال الخط العربي من الخطاط المصري الشيخ عبد المنعم محمد علي الشرقاوي، أما تصاكيك الألومنيوم المعقدة فيمكن الاطلاع عليها في المداخل والنوافذ وجدران المسجد، تم تركيبها على النوافذ مع الزجاج الملون الأزرق لتقليل كمية الضوء التي يمكن أن تدخل القاعة، أدت الإضاءة التي تم تصفيتها بجعل أجواء المساحات الداخلية مزرقة والتي تستحضر شعور السلام والصفاء، السقف المرتفع لديه لوحات ثلاثية من البلور الأحمر والخشب والتي تم تصميمها على نمط طولي، وشيدت القبة من الألومنيوم وسطح السطح الخارجي بألواح المينا الزجاجي الثلاثي الصلب وزين بآيات من القرآن الكريم، قاعة الصلاة الرئيسية قد صممت على مستويين واثثت بالسجاد في كامل القاعة ووهي أيضا مكيفة، وهناك جزء من قاعة الصلاة محجوز لاستخدامه كمكان لصلاة النساء، الطابق الثاني يضم معرض، الطابق الأرضي يحتوي على مكاتب إدارية وقاعات للمؤتمرات ومكتبة واستقبال وقاعات المحاضرات، المسجد الأزرق يطل على حديقة الفنون الإسلامية، وهي حديقة ذات مناظر طبيعية مستوحاة من القرآن الكريم في حديقة الفردوس، ويحتوي المسجد على تسع صالات عرض تتسم بمجموعة غنية من الفنون الإسلامية مثل : الخط والتماثيل واللوحات والهندسة المعمارية.

## انظرأيضًا
- قائمة أطول المآذن